# اوآز
شهرستان اوآز  (به فرانسوی: Oise) دپارتمانی در ناحیه پیکاردی در شمال کشور فرانسه واقع شده‌است. نام این دپارتمان از رود اوآز گرفته شده است.